# Dippoldiswalde
Dippoldiswalde (česky zastarale Děpoltice, hovorově pomístně nazývané Dipps) je velké okresní město v německé spolkové zemi Sasko. Náleží k zemskému okresu Saské Švýcarsko-Východní Krušné hory a má přibližně 14 tisíc obyvatel. Leží na Červené Bystřici (povodí Labe) v severovýchodním Krušnohoří, přibližně 20 kilometrů od Drážďan a 25 kilometrů od hranice s ČR (Cínovec).

## Historie
Dle legendy město založil poustevník jménem Dippold, který údajně žil na Dippoldiswaldském vřesovišti. S legendou je úzce spjat fakt, že byla lokátorem blíže neznámá osoba se jménem Diepold.
Dippoldiswalde bylo založeno jako vesnice řadového půdorysu (lesně-lánová ves) pod vedením hradního pána z Donína okolo roku 1160/1170. První písemná zmínka pochází z června roku 1218, kdy byl v jedné listině míšeňského biskupství jmenován farář „Johannes sacerdos de Dipoldiswale“ (Pfarrer Johannes von Dippoldiswalde). K roku 1266 je doloženo, že bylo místo majetkem wettinského markraběte Jindřicha III. Míšeňského, a to v souvislosti, kdy se obyvatelé města dostali do sporu s obyvateli Freibergu ohledně zásobování dolů. V dokumentu však nelze dohledat, o které doly se jednalo a kde přesně ležely. Těžbu stříbra ve městě tak nelze k polovině 13. století potvrdit. V roce 1266 bylo město také poprvé označeno za město, a sice hornické – Bergstadt, a jeho obyvatelé za měšťany.
Ve 13. století vznikly v Dippoldiswalde dva reprezentativní kamenné kostely – kostel Panny Marie (okolo roku 1200) v blízkosti Trhového náměstí a kostel Sv. Mikuláše. Z kostela Panny Marie je dnes z tehdejší doby zachována jen okolo roku 1220 vystavěná raně gotická západní věž. Naproti tomu kostel Sv. Mikuláše, vystavěný okolo roku 1230/1240 jako krátká bazilika bez věží, zůstal do dnešní doby zcela zachován.
Při sanačních a zabezpečovacích pracích na starých, bývalých těžebních zařízeních byly v prostoru Horní brány a Drážďanské ulice objeveny zasypané vrcholně středověké důlní jámy pro těžbu stříbra, které byly v provozu již okolo roku 1185. Nejstarší datované, nicméně druhotně používané důlní dřevo, pochází už z roku 1170, další kusy dřeva z let 1183/1184 (má se za to, že jsou zdejší doly stejně tak staré, jako ve Freibergu). Kromě toho byly nalezeny i dřevěné šachtové výztuhy, soustruhované bednění, keramické střepy a kosti z 13. století. Doposud nalezené šachty byly ale již v polovině 13. století zasypány. Druhá fáze těžby, ve které byly již zasypané šachty znovu proraženy, se dendrochronologicky datuje do doby okolo roku 1280. Teprve roku 1300 byly poprvé výslovně zmíněny stříbrné doly v Dippoldiswalde, když Fridrich Clem, nelegitimní syn Jindřicha III. Míšeňského, převedl stříbrný desátek na klášter Nimbschen.
Město samotné bylo předtím od roku 1366 propůjčeno Wettiny pánům z Donína (Dohna). Ale již od roku 1401 vlastnil vévoda Vilém I. Míšeňský Dippoldiswalde, na konci tzv. Donínské pře (1385–1402). V této době probíhala těžba stříbra v Dippoldiswalde jen velmi omezeně, jelikož byla zdrojem už jen malého výnosu, jak je patrné z účtů mincmistrů z let 1401–1405. Teprve v 70. letech 15. století zažila těžba opětovný vzestup.
Roku 1541 byla ve městě provedena luteránská reforma. Jako sídlo markraběte zaujalo Dippoldiswalde brzy funkci vládního, správního a obchodního centra širokého okolí. Za třicetileté války utrpělo město v letech 1632 a 1634 vypleněním těžké škody. Vše pak ještě zhoršila morová epidemie a v letech 1639–1645 plenění Švédů. Doly byly kompletně zatopeny a těžební činnost ochromena. Za sedmileté války v polovině 18. století bylo město opět tvrdě postiženo – muselo totiž vyživovat pruské a rakouské jednotky, díky jejichž neopatrnosti došlo okolo roku 1760 k požáru, jemuž padlo za oběť více než 80 domů.
Za napoleonských válek Dippoldiswalde strádalo pobytem rakouských, pruských, švédských, ruských a francouzských jednotek, jež museli místní lidé vyživovat. V letech 1815, 1826 a 1841 bylo město opět postiženo několika dalšími požáry. Následující léta se nesla ve znamení obnovy poničené zástavby.
Za druhé světové války byly v Dippoldiswalde zřízeny vojenské lazarety. Město nebylo bombardováno ani nijak jinak výrazně poškozeno.

## Správní členění
Dippoldiswalde se dělí na 21 místních částí.
| Místní část    | Rok připojení | Počet obyvatel (2013) |
| -------------- | ------------- | --------------------- |
| Ammelsdorf     | 2014          | 0159                  |
| Berreuth       | 1973          | 0159                  |
| Dippoldiswalde | –             | 4 828                 |
| Dönschten      | 2014          | 0163                  |
| Elend          | 1973          | 0094                  |
| Hennersdorf    | 2014          | 0417                  |
| Malter         | 2003          | 0600                  |
| Naundorf       | 2014          | 0657                  |
| Niederpöbel    | 2014          | –                     |
| Obercarsdorf   | 2014          | 0759                  |
| Oberhäslich    | 1994          | 0325                  |
| Oberpöbel      | 2014          | 0020                  |
| Paulsdorf      | 2003          | 0698                  |
| Reichstädt     | 1995          | 1 306                 |
| Reinberg       | 1994          | 0110                  |
| Reinholdshain  | 1994          | 0487                  |
| Sadisdorf      | 2014          | 0390                  |
| Schmiedeberg   | 2014          | 1 721                 |
| Schönfeld      | 2014          | 0232                  |
| Seifersdorf    | 2003          | 0964                  |
| Ulberndorf     | 1973          | 0475                  |

## Pamětihodnosti

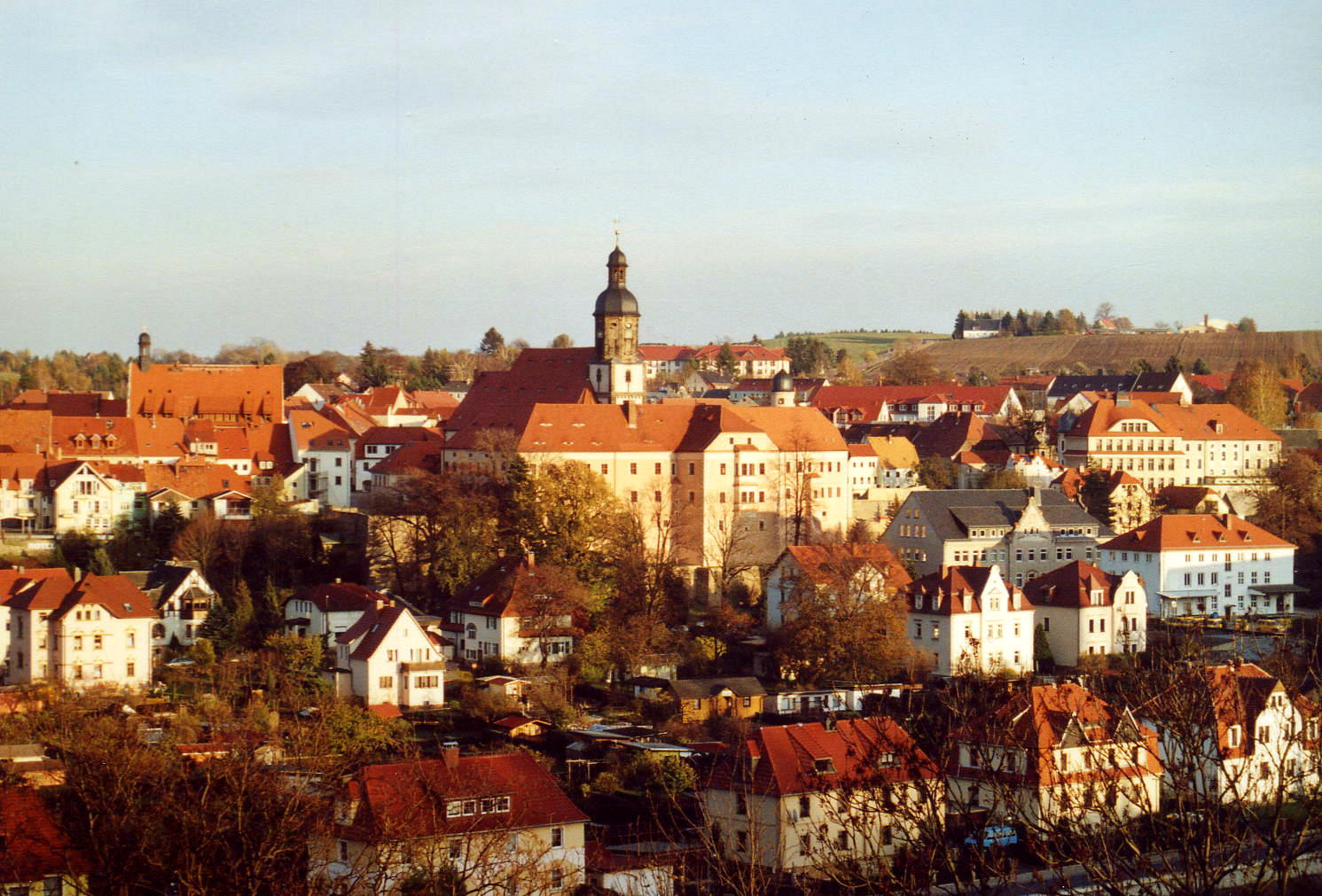
Pohled na centrum Dippoldiswalde

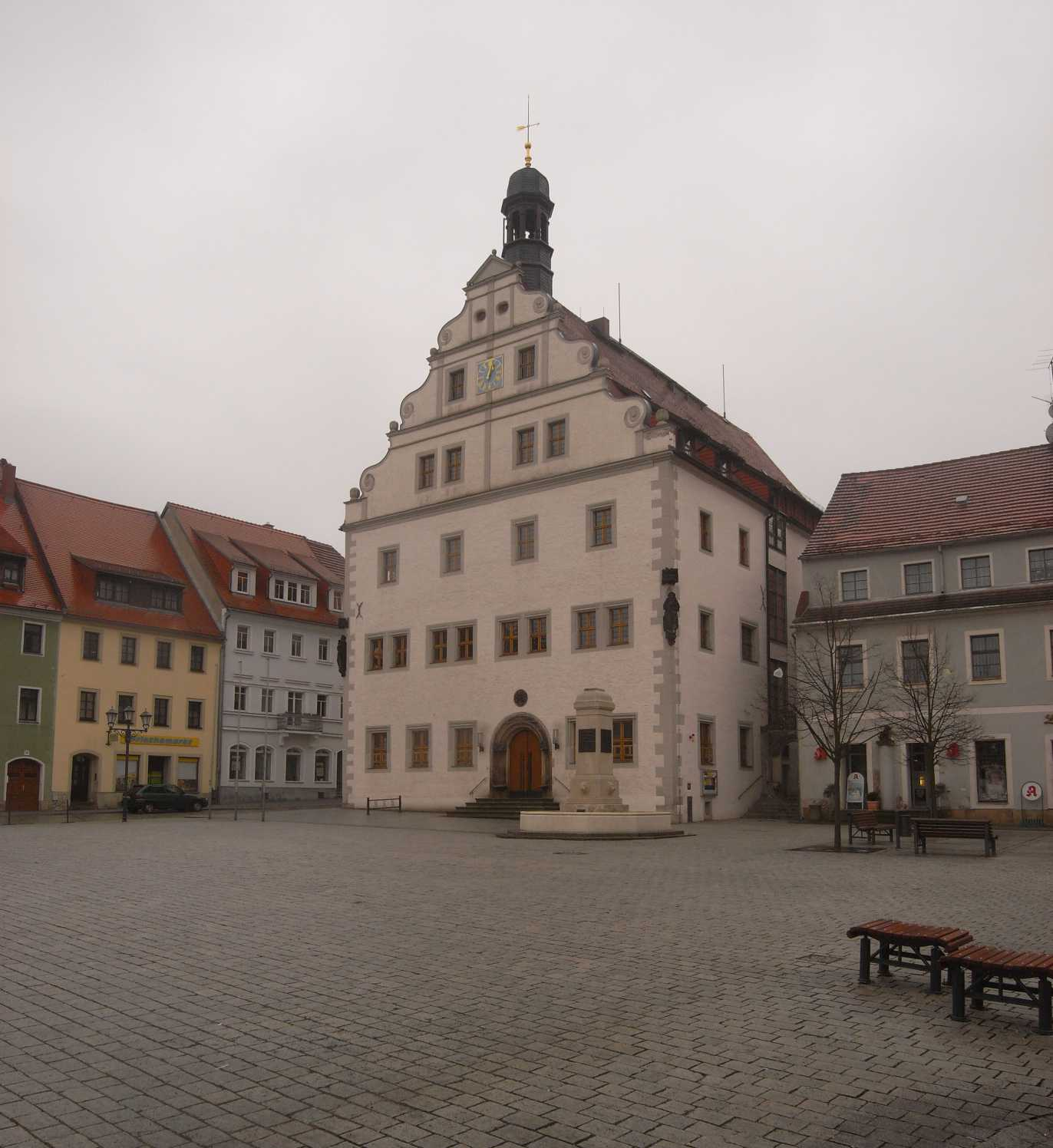
Renesanční radnice

- historické jádro města s Tržním náměstím a renesanční radnicí
- zámek – postavený okolo roku 1200 jako sídlo markraběte, dnešní podoba pochází z přelomu 16. a 17. století, po roce 1530 zřízený střední trakt připomíná Drážďanský zámek, vedle sídla soudu se zde nachází i Galerie východního Krušnohoří
- kostel Panny Marie – gotický kostel s románskou západní věží a raně barokní malbou
- románská bazilika sv. Mikuláše ze 13. století
- přehrada Malter
- koželužna, dnes muzeum
- zámek Reichstädt v místní části Reichstädt

## Muzea
Koželužné, městské a oblastní muzeum se nachází v historické budově koželužny, postavené okolo roku 1750. Ve 22 výstavách je v ní kromě dějin koželužnictví posána i historie města a východního Krušnohoří. Nejoblíbenější výstavou je každoroční zvláštní vánoční expozice (od listopadu do února), která v 15 výstavních prostorách přibližuje východokrušnohorské lidové umění. Návštěvníci si zde mohou také prohlédnout různé mechanické modely.
Galerie východního Krušnohoří v zámku prezentuje v šesti nejstarších prostorách zhruba 300 uměleckých děl k tématu „Lidé a krajina východního Krušnohoří.“

## Pravidelné společenské akce
- městské slavnosti – konají se zpravidla první týden v červnu
- vánoční trh – koná se dva týdny v prosinci
- Malter v plamenech (Malter in Flammen) – zábava s přehlídkou ohňostrojů u přehrady, zpravidla v červenci
- železniční slavnosti
- v městském kostele Panny Marie se konají pravidelně bohoslužby a koncerty

## Doprava
Dippoldiswalde leží na důležité silnici B 170, spojující přes Cínovec Drážďany se severními Čechami. Velmi frekventovaná silnice vedla dříve středem města. Roku 1977 se započalo s výstavbou objížďky, která byla ale pozastavena. K dokončení objízdné trasy došlo až v letech 1993–1995.

## Partnerská města
- Bílina, Česko
- Bösel, Dolní Sasko, Německo
- Stronie Śląskie, Polsko